# Lucas Espinosa

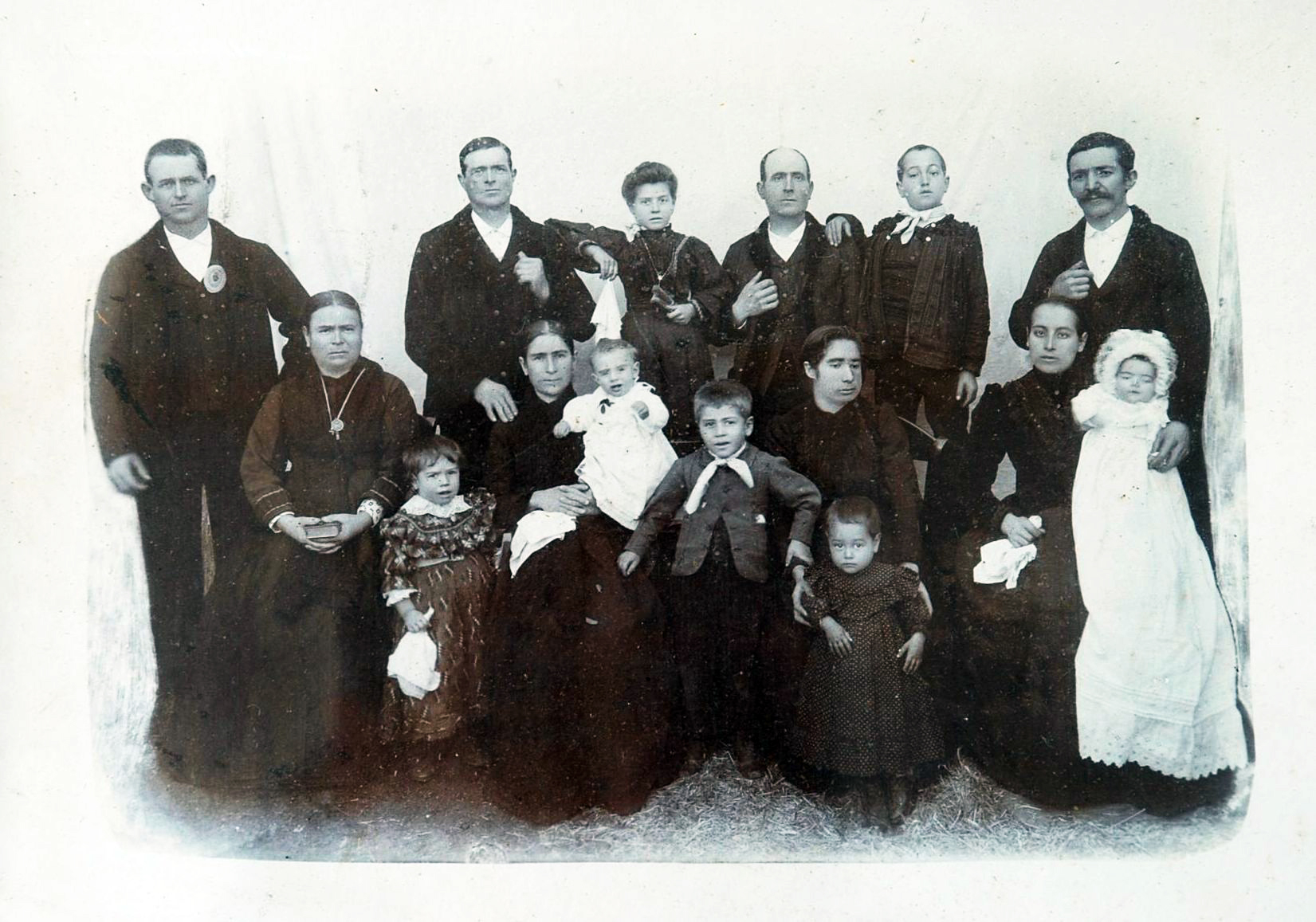
Familia Espinosa junto con otros vecinos de Villabasta a principios del. Lucas Espinosa es el niño que está el segundo de la fila de arriba empezando por la derecha.

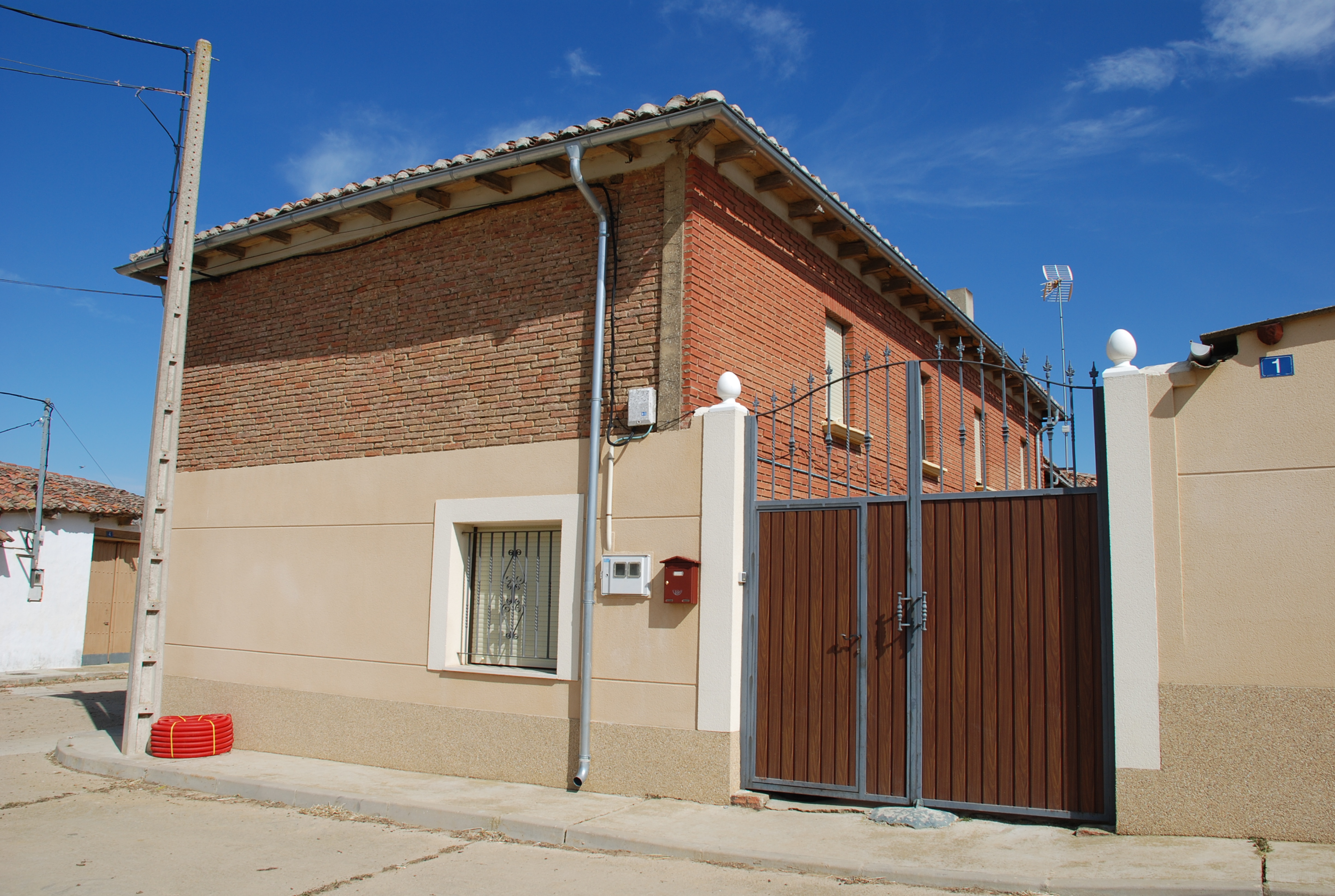
Casa Natal del Padre Lucas Espinosa sita en la calle Chirona N.º 1 del Municipio Palentino de Villabasta de Valdavia.

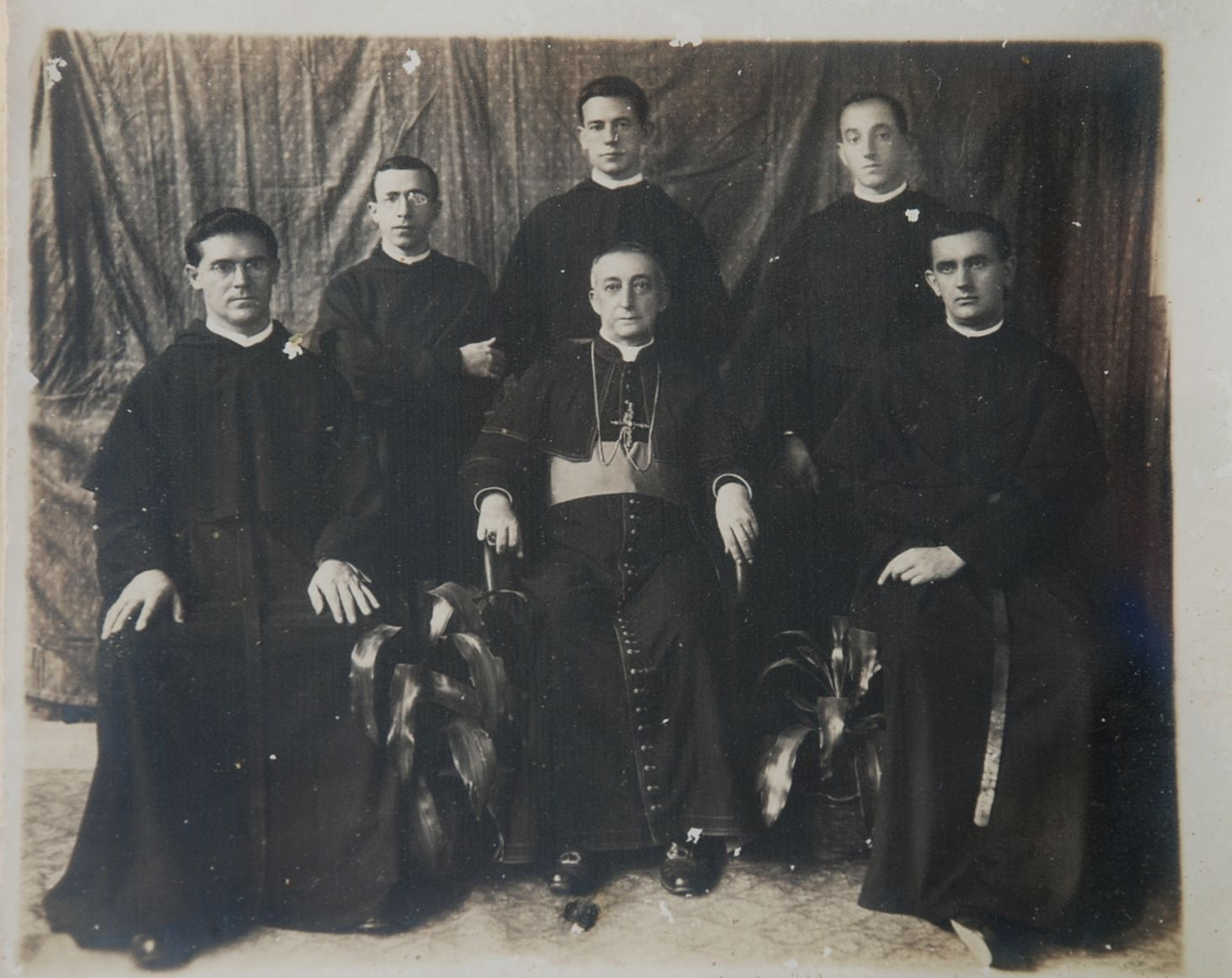
Padre Lucas Espinosa con compañeros Agustinos alrededor de 1920. El Padre Lucas es el primero empezando por la arriba a la derecha.

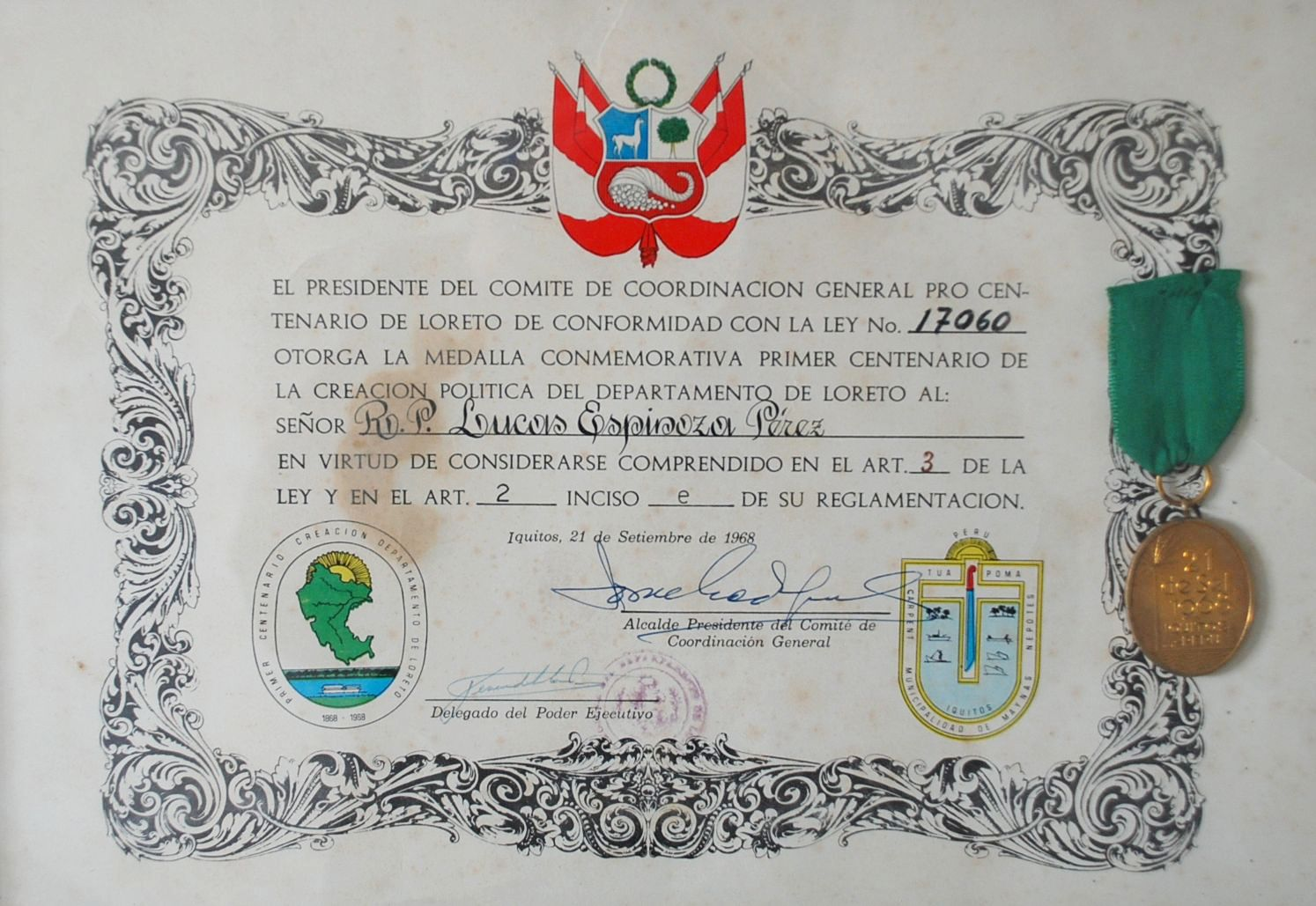
Diploma y medalla Conmemorativo de la Fundación del Departamento de Loreto otorgado al padre Lucas Espinosa el 13 de octubre de 1969.

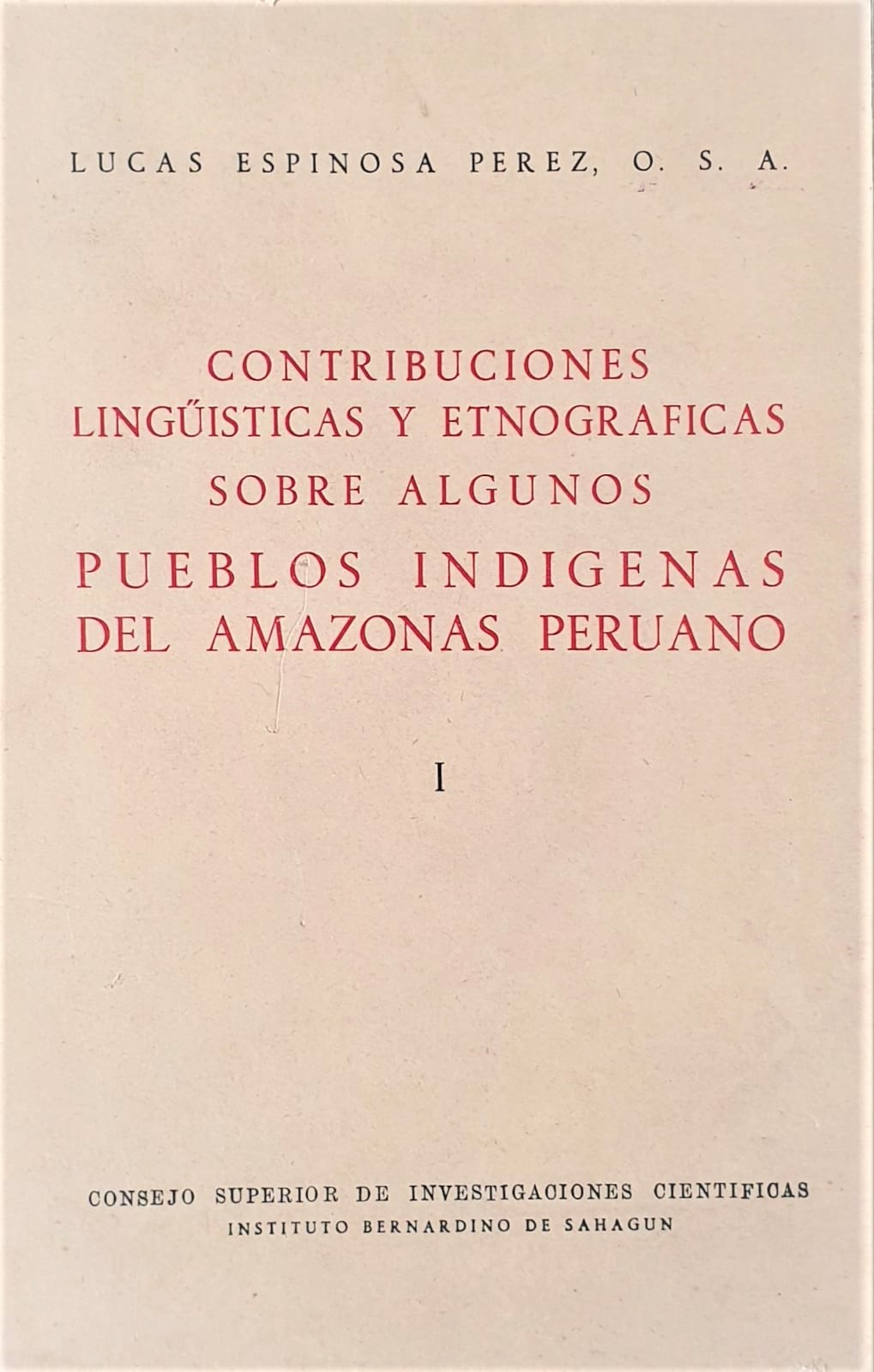
Contribuciones lingüísticas y etnográficas sobre algunos pueblos indígenas del Amazonas Peruano (CSIC Año 1955).

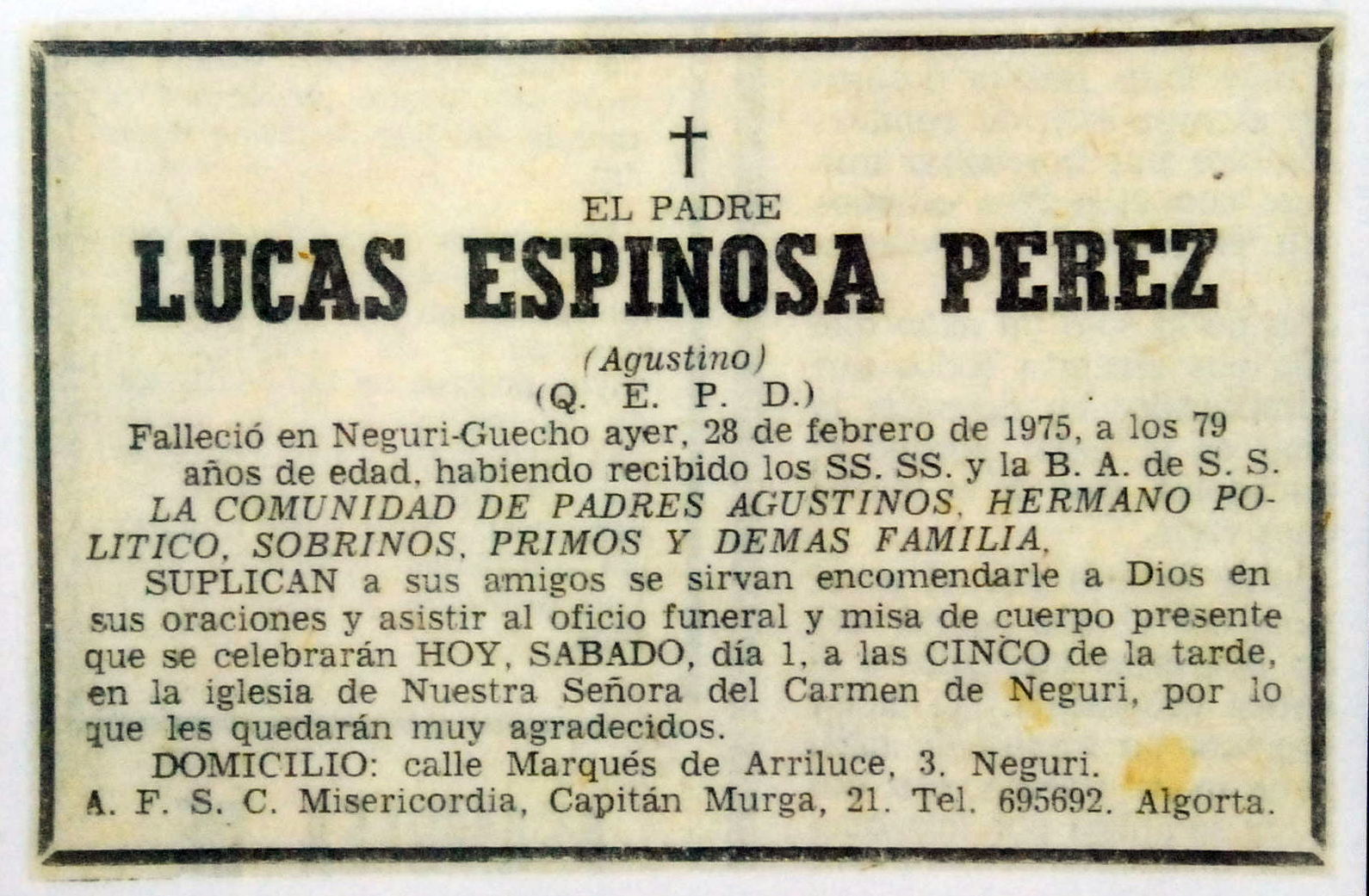
Esquela del padre Lucas Espinosa Pérez, fallecido el 28 de febrero de 1975.

Lucas Espinosa Pérez (Villabasta, 18 de octubre de 1895 - Neguri, 28 de febrero de 1975) fue un sacerdote agustino y eminente filólogo español especializado en las lenguas originarias de América: cocama, cocamilla y omagua de la amazonía peruana.

## Infancia y adolescencia
El padre Lucas Espinosa Pérez nació en la casa familiar de Villabasta de Valdavia (Palencia) sita en la calle Chirona N.º 1, el 18 de octubre de 1895. 
Hijo de Nicomedes Espinosa Rodríguez y de Nicolasa Pérez Fontecha, Lucas fue el mayor de dos hermanos; él mismo y Florencia Espinosa. Su madre Nicolasa, murió siendo Lucas un niño, casando su padre Nicomedes con Sabiniana González, de la que nacieron otros dos hermanos, Francisco y Juan.
Ya de pequeño destacó por ser un alumno muy aplicado en la pequeña escuela de Villabasta, tal vez por ello, su padre decidió enviarle a la escolanía de Barriosuso para estudiar latinidad. Fue allí donde conoció a su futuro cuñado y gran amigo Constantino Cabezón, el cual, casado con su hermana pequeña Florencia, brindó su casa de Villamelendro de Valdavia en múltiples ocasiones como residencia de verano y punto de referencia tras sus largos viajes.
Una vez terminados sus estudios en Barriosuso, desde la propia escolanía, facilitaron a Lucas Espinosa la continuación de sus estudios primero en el seminario agustiniano de Valencia de Don Juan (1909-1911), para continuar con sus estudios superiores en Filosofía en Valladolid (1912-1916), completando sus estudios con Teología en La Vid (1916-1920). 
Hizo la profesión solemne el 29 de abril de 1915 y fue ordenado presbítero el 27 de junio de 1920, siendo enviado a la Misión de Iquitos (Perú), en noviembre de ese mismo año.

## Estudios filológicos enIquitos(Perú, 1920-1938)
Su primer destino fue Iquitos, capital de la Amazonía peruana. Desde entonces su vida fue una continua itinerancia evangélica. Como él mismo dejó escrito: en sus frecuentes incursiones se puso en contacto con las tribus de aquella región, así los que habitaban en las riberas de los ríos como otros de los del centro de la selva en estado semisalvaje, lo que le proporcionó buena oportunidad de consagrar algún tiempo al estudio de sus idiomas y costumbres. Fue párroco de Nauta y Parinari (1923), donde restauró el templo y visitó los caseríos.
Durante los 18 años permaneció en la región amazónica del Nor-Oriente peruano dedicado al estudio y conocimiento de los dialectos del Tupí, haciendo una investigación comparativa del Kokama, Kokamilla y Omagua.
Mientras observaba y tomaba datos filológicos y tecnológicos directamente entre los indígenas de la amazonía peruana y colombiana, se documentaba en otras obras sobre esta materia siendo orientado en su arduo trabajo por los padres Agustín J. Barreiro y Pedro M. Vélez.
Tomó parte en una expedición oficial en el Amazonas con el capitán Francisco Iglesias Brage, cuyo patronato costeó los gastos para la publicación de su libro "Los Tupí del Oriente peruano, estudio lingüístico y etnográfico", impreso en Madrid el año 1935. Esta obra consta de tres partes: 
Primera, lingüística; 
Segunda, etnográfica; 
Tercera, apéndices, que comprenden: catecismo en lengua Omagua y Kokama; cuestionario Instituto Etnográfico de París, correspondencia filológica y un vocabulario, concluyendo con un mapa sobre la distribución geográfica de los Tupí del Perú. 
Este ensayo lingüístico y etnográfico, nos dice el mismo autor en el preámbulo, “no es obra a la ligera, información de simple y atrevido turista; he puesto el cuidado suficiente para evitar errores de comprensión; no hay palabra, ni frase, ni giro gramatical, que no haya sido minuciosamente examinado, una y otra vez corregidos”.
De sus correrías evangélicas y pastoreo fluvial sus hermanos de hábito Agustino, dejaron este testimonio: El R. P. Fr. Lucas Espinosa, por su celo misionero, por su espíritu de trabajo llevado hasta el sacrificio y por su espíritu de investigación científica en los idiomas y costumbres de las tribus del vicariato, ha sido el misionero cabal y completo, ejemplo de los misioneros de esa misión y de los demás vicariatos de la cuenca amazónica peruana. 
Con motivo de su paso desde Cabo Pantoja (Perú) a Rocafuerte (Ecuador), dio motivo a uno de los cargos contra él para expulsarle del Perú por pasar sin pedir permiso a la autoridad de la guarnición peruana. En un plazo de 48 horas se ejecutó la expulsión y el 20 de julio de 1938 tuvo que abandonar la misión.

## Vuelta aEspaña1938-1975
Separado de la misión de Iquitos y destinado a España en julio de 1938, siguió con su corazón y pensamiento en el Amazonas, hasta su muerte, acaecida el 28 de febrero de 1975. 
El capítulo provincial de 1938 lo eligió definidor, sacristán y consejero de Neguri (Vizcaya), de donde también fue superior (1952-1958). Lo fue igualmente de la residencia “San José” de Bilbao (1946; 1961-67) y de la casa-enfermería de Barcelona (1949-1952), pero por vocación, siguió dedicado a la filología y etnografía del Vicariato Apostólico de “San León del Amazonas”. Son incontables las horas sin tregua que este religioso Agustino tuvo la pluma en la mano para dar cima a una obra monumental en cuatro gruesos volúmenes, de los que solo se llegó a publicar el primero de ellos, sobre “Contribuciones lingüísticas del Amazonas”, trasladando al texto con fidelidad los dialectos del Tupí y haciendo no sólo la gramática son también el diccionario analítico. 
El primer volumen de “Contribuciones lingüísticas y etnográficas sobre algunos pueblos del Amazonas peruano” fue publicado en 1955 bajo dirección del doctor José Pérez de Barradas en el “Instituto Bernardino de Sahagún” del Consejo Superior de Investigaciones Científicas (CSIC). Este libro consta de cuatro secciones: primera, indios Piojé; segunda, indios Koto y Orejón; tercera, indios Yameo; cuarta, apéndices e índices.
El volumen segundo, de “Contribuciones lingüísticas”, quedó listo para su publicación, pero no llegó a publicarse. Este volumen, que se encuentra en imprenta desde 1965, quiso ser publicado, sin llegar a llevarse a cabo, por el obispo de Iquitos, monseñor Gabino Peral Torre, natural del pueblo palentino de Villalbeto de la Peña gran admirador de la obra filológica y etnográfica del P. Lucas Espinosa, denominado en un informe misional: “insuperabilis apostolus”, el insuperable apóstol.
El volumen tercero contiene las “Encuestas lingüísticas”, que fueron recogidas con la valiosa colaboración del benemérito misionero P. Jesús García Martín. Este libro ya mecanografiado y en doble copia quedando también en su día a disposición del obispo de Iquitos para su publicación.
El volumen cuarto lleva por título “Breve diccionario analítico Castellano-Tupí”, sección Kokama. Es el último y más interesante de su obra. Aunque ya lo tenía terminado en borrador, la muerte le sorprendió cuando iba tipografiando por el folio 213, quedándole aún 198 folios manuscritos, que él poco a poco iba trasladando, rehaciendo frases, aquilatando circunloquios indigenistas y poniendo buen orden y concierto a las palabras con mano de miniaturista.
Después de la muerte del gran filólogo P. Marcelino Castellví, colaboró para la publicación del libro “Propedéutica Etnioglotológica y Diccionario clasificador de las lenguas indioamericanas”, editado por el CSIC, en Madrid, el año 1958. El P. Lucas Espinosa era el más capacitado para revisar y completar la obra del P. Castellví, a la que añadió una sección sobre el método de escritura fonética en los estudios lingüísticos etnológicos. También colaboró con el P. Cesáreo de Armellada y otros filólogos de diversos países de América y Europa, recibiendo merecidos elogios por sus aportaciones.
El 21 de septiembre de 1968 el ayuntamiento de Iquitos le otorgó el diploma y medalla conmemorativa del primer centenario de la creación civil del Departamento de Loreto, región en donde estaba enclavada la Misión que sostienen allí los agustinos desde principios de siglo XX desde donde el Padre Lucas realizó sus expediciones y estudios Lingüísticos. El 22 de junio de 1973 la asociación Etnia, Centro Antropológico Colombiano de Misiones, le incorporó como miembro correspondiente en atención a sus extraordinarios estudios sobre investigación etnográfica y lingüística.
Era bien conocida su vasta erudición filológica, le permitía la traducción de palabras chibchas, macuchies, miguries y de otros dialectos venezolanos. Las culturas de algunas tribus del Amazonas, adoctrinadas por los Agustinos, estaban a punto de pasar al sarcófago del olvido y fueron rescatadas gracias al P. Lucas, quien de tal manera se identificó con las voces indígenas, que las comentaba frecuentemente durante su última y penosa enfermedad. Al hablar del alma y del espíritu utilizaba los términos indigenistas de “máma” y “sawa” rebosantes de significados ancestrales y amazónicos.
En los postreros años de su vida, en Neguri (Vizcaya) donde era muy querido y conocido, siguió trabajando sobre filología y etnografía con espíritu joven, viviendo en religioso recato monacal y preparándose para ir hacia la eterna luz que dio sentido e iluminó su vida y su ingente obra.

## Obras
- ESPINOSA PEREZ, LUCAS (1935). Los tupís del oriente peruano. Estudio lingüístico y etnográfico. MADRID: Imprenta de Librería y Casa Editorial Hernando S. A.
- ESPINOSA PEREZ, LUCAS (1953). DOCTRINAS COMPARADAS EN VARIAS LENGUAS AMERICANAS. OMAGUA, COCAMA, QUICHUA Y ZAMEO. PUBLICACIONES DE REVISTA DE ANTROPOLOGIA Y ETNOLOGIA (T. 9-1953-PAGS. 221 A 265).
- ESPINOSA PEREZ, LUCAS (1955). Contribuciones lingüísticas y etnográficas sobre algunos pueblos indígenas del Amazonas peruano. MADRID: Consejo Superior de Investigaciones Científicas. Instituto Bernardino de Sahagún. Madrid. Sucesores de Rivadeneyra S. A.
- CASTELLVI (MARCELINO DE) Y ESPINOSA PEREZ (LUCAS) (1958). PROPEDEUTICA ETNIOGLOTOLOGICA Y DICCIONARIO CLASIFICADOR DE LAS LENGUAS INDOAMERICANAS. Madrid, C.S.I.C. Instituto Fernardino de Sahagun.
- ESPINOSA PEREZ, LUCAS (1960). VESTIMENTA Y PUDOR EN LA AMAZONIA PERUANA / 32 PAGINAS ORIGINALES DEL AÑO 1960, ESTUDIO COMPLETO, TEXTO INTEGRO. Consejo Superior Investigaciones Cientificas, Instituto Bernardino de Sahagun.
- ESPINOSA PEREZ, LUCAS (1961). VESTIMENTA COMPLEMENTARIA INDIGENA Y GALAS EN LA AMAZONIA PERUANA. PUBLICACIONES DE REVISTA DE ANTROPOLOGIA Y ETNOLOGIA (T. 14-1961-PAGS. 71 A 108).
- ESPINOSA PEREZ, LUCAS. BREVE DICCIONARIO ANALITICO CASTELLANO - TUPI DEL PERU. SECCIÓN COCAMA. Ediciones C.E.T.A. Iquitos 1989.